# AUKUS
AUKUS és el nom d'una aliança militar a tres bandes, acordada entre els Estats Units, el Regne Unit i Austràlia. De fet, les sigles AUKUS són un acrònim del nom d’aquests tres països en anglès. Aquesta aliança fou anunciada el 15 de setembre del 2021 en una videoconferència amb la participació simultània dels presidents dels tres països: Joe Biden, Boris Johnson i Scott Morrison.
L’acord establert entre els tres països pretén clarament de desenvolupar una aliança en matèria de seguretat per fer front al domini de la República Popular de la Xina (RPX) a la regió Indo-Pacífica, encara que ningú esmenti explícitament al gegant asiàtic. De fet, l’acord permet a Austràlia desenvolupar submarins de propulsió nuclear, amb l’ajut i els coneixements tecnològics dels seus dos socis, cosa que permetria al país oceànic patrullar zones en disputa que Pequín mira de consolidar sota la seva sobirania. La RPX va reaccionar immediatament amenaçant Austràlia per haver-se situat ella mateixa com a adversària de la RPX i, en conseqüència, les seves tropes com a eventual objectiu al mar del sud xinès.
L’AUKUS és un instrument més de les potències occidentals per a intentar contenir l'expansionisme xinès a la zona del Pacífic. La República Popular de la Xina va denunciar també, en el seu moment, el fòrum Quad creat el 2007 per Austràlia, Estats Units, Índia i Japó, al qual va qualificar de «OTAN asiàtica». Els països de la zona es mostren cada cop més preocupats per l’intervencionisme creixent de la Xina, que va obrint nous contenciosos fronterers siguin terrestres (per exemple amb l’Índia) o marítims (reivindicant nous illots o zones marítimes d’influència). Per la seva banda, els Estats Units mantenen l'estratègia de contenir l'expansió xinesa tot reforçant les aliances amb els altres països del Pacífic.
La creació d'AUKUS, d'altra banda, ha despertat certs recels també en alguns països occidentals tradicionalment aliats dels Estats Units. Uns recels no pas pels objectius i la línia estratègica de l'aliança, sinó perquè veuen perillar algun dels seus interessos particulars com la transferència de tecnologia a un tercer país (Austràlia) o perquè l'adquisició de submarins nuclears per part del govern australià ha significat a França la pèrdua de contractes de venda de submarins convencionals que hi tenia emparaulada.